# Хлорат кобальта(II)
Хлорат кобальта(II) — неорганическое соединение,
соль кобальта и хлорноватой кислоты с формулой Co(ClO3)2,
растворяется в воде,
образует кристаллогидраты — красные кристаллы.

## Получение
- Обменная реакция хлората бария и сульфата кобальта:

{\displaystyle {\mathsf {CoSO_{4}+Ba(ClO_{3})_{2}\ {\xrightarrow {}}\ Co(ClO_{3})_{2}+BaSO_{4}\downarrow }}}

## Физические свойства
Хлорат кобальта(II) образует кристаллы.
Хорошо растворяется в воде.
Образует кристаллогидраты состава Co(ClO3)2n H2O, где n = 2, 4 и 6
— красные кристаллы, которые плавятся в собственной кристаллизационной воде при 61°С.